# Tycho Tullberg

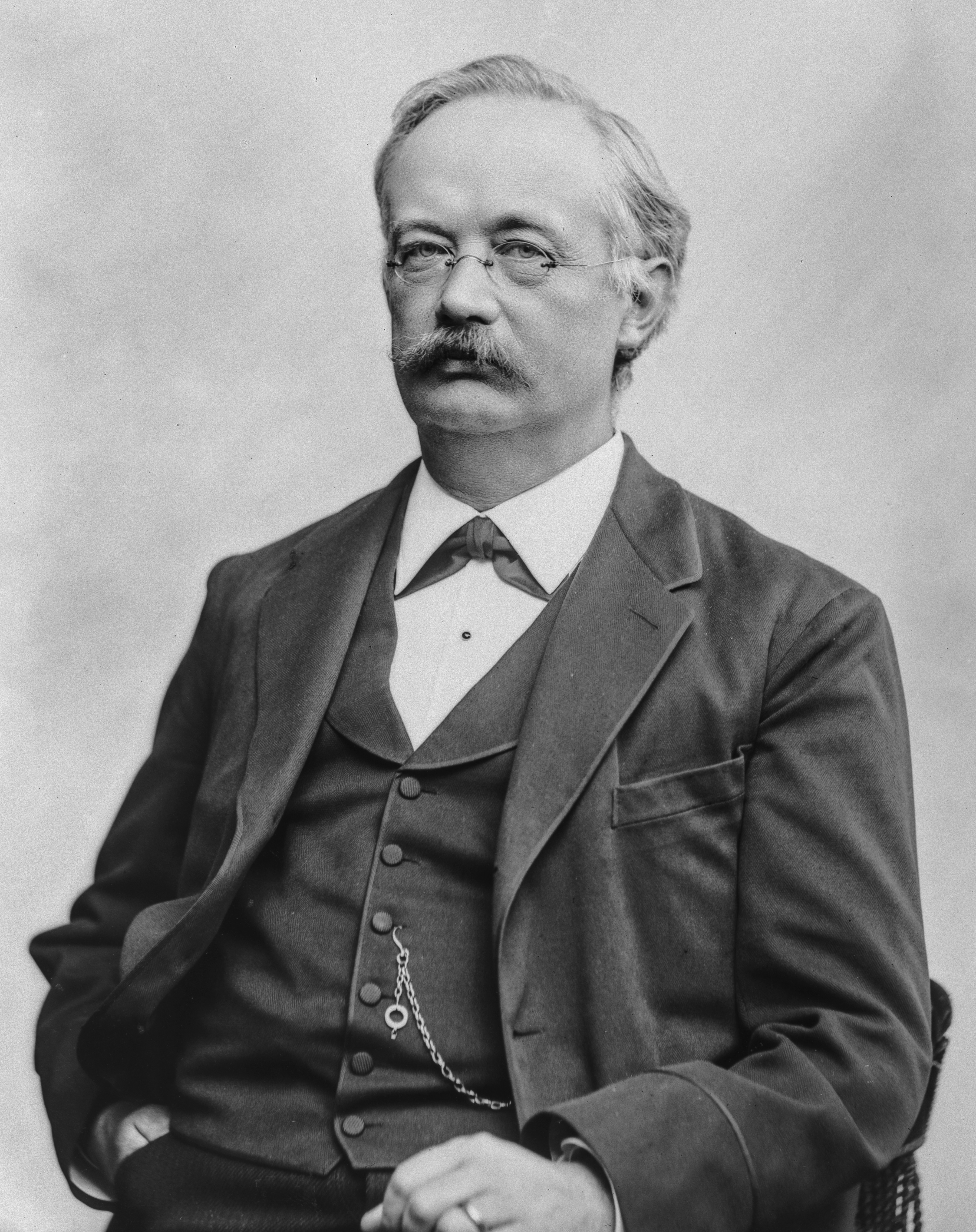
Tycho Tullberg

Tycho Fredrik Hugo Tullberg (* 9. Oktober 1842 in Uppsala; † 24. April 1920) war ein schwedischer Zoologe.

## Familie
Tullberg war der Sohn des Orientalisten und Musikers Otto Tullberg (* 26. September 1802; † 12. April 1853) und ein Urenkel von Carl von Linné. Sein Onkel war der Philologe Hampus Tullberg (* 2. November 1796; 2. Februar 1876), dessen Sohn Hasse Werner Tullberg (* 9. November 1844; † 23. September 1929) Buchverleger und Filmproduzent war. Tullbergs Mutter war die Malerin Sofia Lovisa Christina (geborene Ridderbjelke, * 25. März 1815; † 21. Februar 1885) deren Bruder, der Jägermeister Karl Ridderbjelke auf Linnés Hammarby lebte.
Tullberg heiratete am 15. August 1878 Fanny Katarina Hägglöf (* 6. Februar 1857), eine Tochter des Konsuls Lars Olof Hägglöf und dessen Frau Katarina (geborene Wallin).
- Tycho Lars Otto Torsten Tullberg (* 14. Januar 1884) wurde Advokat.[5]
- Ingegerd Fanny Karin Sofia Tullberg (* 9. Oktober 1887) ⚭ 1911 mit Staatssekretär Einar August Beskow. Sie wurde Malerin.[6]

## Leben
Tullberg schrieb sich 1863 an der Universität Uppsala als Student ein und erreichte 1869 seinen Doktor der Philosophie (filosfie doktor), mit seiner Abhandlung über Skandinaviens Poduriden der Unterfamilie Lipurinæ. 1868 und 1869 war er als Hilfslehrer an der höheren Grundschule von Uppsala tätig und wurde 1871 zum außerordentlichen Professor und Dozent für Zoologie an der Universität ernannt. 1876 erhielt er eine vorläufige Professur an dem von ihm selbst mitgegründeten Institut für Zoologie und Zootomie innerhalb der Universität Uppsala. Diese Interimstätigkeit wurde im Juli 1879 in einen anerkannten Lehrstuhl umgewandelt. 1882 wurde er zum Professor für Zoologie ernannt, eine Anstellung, die er bis 1907 innehatte. Gleichzeitig war er ab 1902 Inspektor für Linnés Hammarby, das er aus frühester Kindheit kannte. 1918 gab er unter dem Titel Kort handledning för besökande på Linnés Hammarby für Besucher eine Beschreibung des Anwesens und der in den einzelnen Gebäuden vorhandenen Sammlungen heraus.
Tullberg arbeitete unermüdlich an der Organisation der Zoologischen Abteilung. Zudem unternahm er zu wissenschaftlichen Zwecken mehrere Reisen und verbrachte so einen Teil des Jahres 1875 in Leipzig, wo er unter der Leitung von Rudolf Leuckart Anatomie studierte. Auch im Jahr 1888 besuchte er einige deutsche Universitäten. Überwiegend unternahm er jedoch Ausflüge an die Westküste Schwedens, hauptsächlich nach Gotland und (für dreißig Sommer) nach Bohuslän Kristineberg und studierte, mehrfach als Stipendiatin, in Dänemark, Deutschland, Österreich, der Schweiz, Italien, Holland und Frankreich. Auf einer seiner Exkursionen entdeckte er bei zoologischen Untersuchungen eine neue Art die Neomenia, die er 1875 ausführlich beschrieb. Tullberg, der ein talentierter Zeichner war, arbeitete von 1863 bis 1869 und 1873 bis 1878 als stellvertretender Zeichenlehrer am Volksschullehrerseminar sowie im Studienjahr 1865 an der Universität Uppsala.
Als Verwandter von Carl von Linné verfasste er einige literarische Schriften über den Naturforscher und seine Familie, wie Familjetraditioner om Linné. (1878) oder Linnéporträtt. (1907). Er schrieb auch populärwissenschaftliche Beiträge für verschiedene Publikationen wie De menniskolika aporna (Die menschenartigen Affen, in Vetenskap för alla, 1878) oder Djurriket (Das Tierreich, in Svenska biblioteket, 1885) sowie Artikel für das Lexikon Nordisk familjebok.

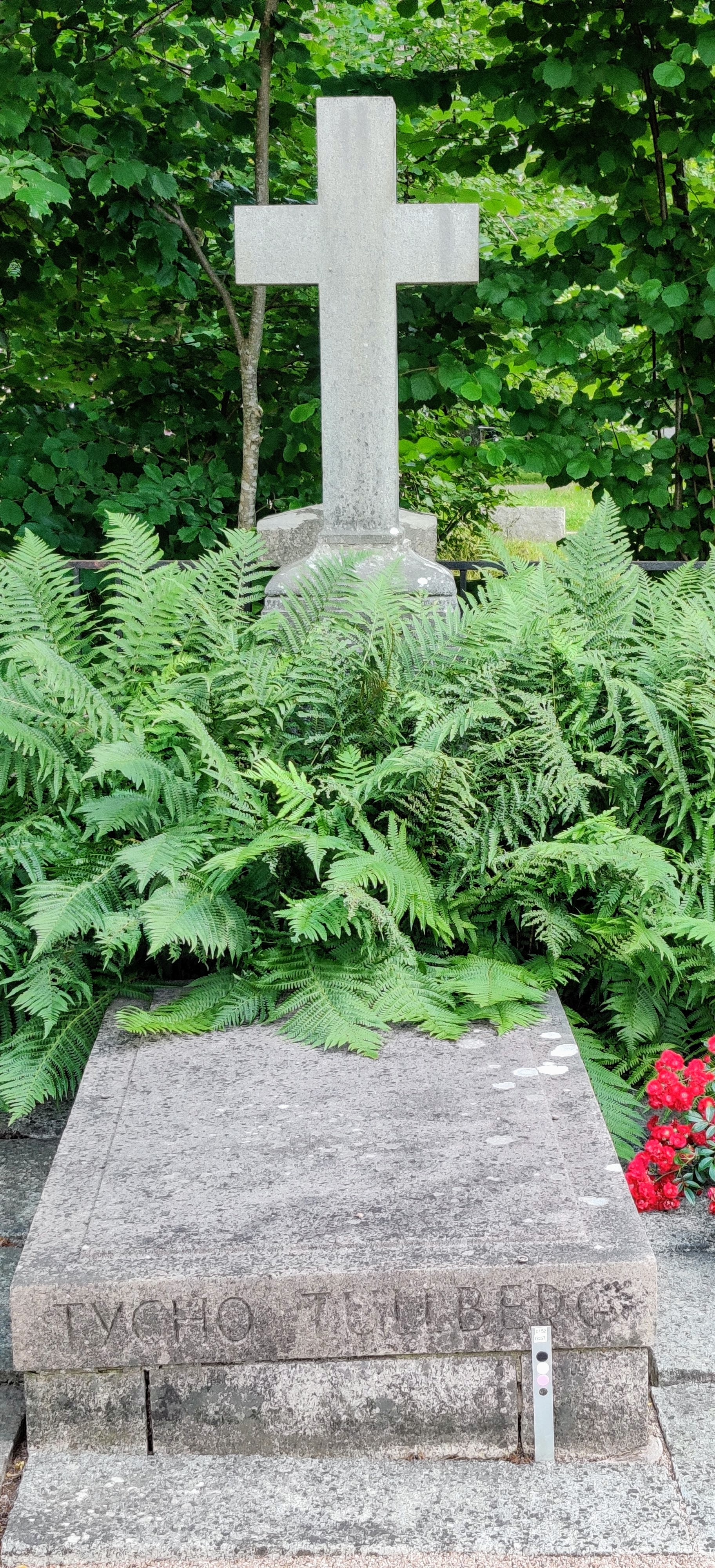
Grabstelle in Uppsala

Seine Grabstätte befindet sich auf dem alten Friedhof in Uppsala (Uppsala gamla kyrkogård).

## Werke (Auswahl)
- Förteckning öfver svenska podurider. In: Öfversigt af Kongl. Vetenskaps-Akademiens Förhandlingar. Nr. 1, 1871, S. 143–155 (listet eine Gruppe von Springschwänzen, heutige taxonomische Einordnung unklar).
- Sveriges podurider. In: Kungliga Svenska Vetenskapsakademiens Handlingar. Band 10, Nr. 10, P. A. Norstedt, Stockholm 1872, S. 1–70 und Tafel I–XII (schwedisch, archive.org).
- Collembola borealia–Nordiska Collembola. In: Öfversigt af Kongl. Vetenskaps-Akademiens Förhandlingar. Nr. 5, 1876, S. 23–42 und Tafel VIII–XI (Artbeschreibung).
- Neomenia, a new genus of invertebrate animals, described. 1875, eine Gattung innerhalb der Furchenfüßer.
- Über die Byssus des Mytilus edulis. 1877, Morphologie einer Miesmuschel.
- Studien über den Bau und das Wachsthum des Hummerpanzers und der Molluskenschalen. In: Kungliga Svenska Vetenskapsakademiens Handlingar. Band 19, P. A. Norstedt, Stockholm 1882, S. 1–57.
- Bau und Entwicklung der Barten bei Balænoptera sibbaldii. 1883, Beschreibung des Blauwals, hier Artbezeichnung als Synonym.
- Ueber einige Muriden aus Kamerun. Central Druckerei, Stockholm 1893 (archive.org).
- Ueber das System der Nagethiere, eine phylogenetische Studie. Druck der Akademischen Buchdruckerei, E. Berling, Upsala 1899 (archive.org).
- Das Labyrinth der Fische, ein Organ zur Empfindung der Wasserbewegungen. 1903.

## Mitgliedschaft in studentischen und wissenschaftlichen Institutionen
- Inspektor der Studentnation Upland an der Universität Uppsala, 1982–1907
- Königlich Schwedische Akademie der Wissenschaften, ab 1884
- Königliche Gesellschaft der Wissenschaften in Uppsala, ab 1885
- Königliche Physiographische Gesellschaft in Lund, ab 1896
- Kungliga Vetenskaps- och Vitterhetssamhället i Göteborg, ab 1903 (ab 1911 Ehrenmitglied)
- Ehrendoktor der Medizin an der Universität Uppsala, 1907
- Vorsitzender der Schwedischen Linné-Gesellschaft (Svenska Linnésällskapet) von der Gründung (1917) bis zu Tullbergs Tod